# ぼうや
『ぼうや』は、1963年4月15日から同年9月30日まで日本テレビ系列局で放送されていた日本テレビ製作のテレビドラマである。カラー放送。全20話。放送時間は毎週月曜 20:00 - 20:30（日本標準時）。
前番組『教授と次男坊』から引き続き坂本九を主演俳優にしたテレビドラマ。本作も坂本の曲を主題歌にしている。

## あらすじ
主人公・坂口一は、大作曲家になることを目指しているバンドマン。江戸時代に造られた古い土蔵に下宿をし、楽器を担いでナイトクラブやキャバレーに演奏をしに回る日々を送っている。そんな一は、仲間たちから「ぼうや」と呼ばれている。一を中心とする若者たちの青春・夢・哀歓などを描いた作品。

## キャスト
- 坂口一：坂本九
- 坂口伴作：藤原釜足
- 糸子：加賀まりこ
- 学：天田俊明
- 長谷川明男
- 梓みちよ
- 千秋みつる
- 露原千草
- 馬渕晴子
- 中川弘子
- 春丘典子
- 小川知子
- 石浜朗
- 薬師・木村：浅香春彦
- ほか

## スタッフ
- 脚本：倉本聰、安倍徹郎 ほか
- 演出：一丸周也 ほか
- 音楽：いずみたく
- プロデューサー：増田善次郎

## 主題歌
「夜明けのうた」
作詞：岩谷時子 / 作曲：いずみたく / 歌：坂本九
作品最終回の放送から1年後、岸洋子によるこの曲のカバーシングル「夜明けのうた」と坂本本人による「夜明けの唄」が競作の形でリリースされた。

## サブタイトル
1. 影にある場所（1963年4月15日）
2. 一つ消えない灯り（4月22日）
3. 泣きべその日（4月29日）[1]
4. 仲間（5月5日）
5. のぞみ（5月12日）
6. 父と娘（5月29日）
7. 誕生（6月3日）
8. 夜明けの歌（6月10日）
9. 暁にひとり（6月24日）
10. 選ぶ（前編）（7月1日）
11. 選ぶ（後編）（7月8日）
12. ある敗北（7月29日）
13. 失踪（8月5日）
14. 琵琶湖にて（8月12日）
15. 訣別（8月19日）
16. 今夜は俺の番だ（8月26日）
17. 掴む（9月9日）
18. ゆきちがい（9月16日）
19. 崩れる（9月23日）
20. 歌う時は独り（9月30日）

## 放送局
- 日本テレビ
- 札幌テレビ
- 青森放送
- 山形放送
- 北日本放送
- よみうりテレビ
- 西日本放送
- テレビ西日本